# Georges Kobenan
Georges Emmanuel Kobenan (3 de agosto de 1993) es un deportista marfileño que compite en taekwondo. Ganó dos medallas en el Campeonato Africano de Taekwondo en los años 2014 y 2016.

## Palmarés internacional
| Campeonato Africano | Campeonato Africano  | Campeonato Africano | Campeonato Africano |
| Año                 | Lugar                | Medalla             | Categoría           |
| ------------------- | -------------------- | ------------------- | ------------------- |
| 2014                | Túnez (Túnez)        | Medalla de oro      | –68 kg              |
| 2016                | Puerto Saíd (Egipto) | Medalla de bronce   | –68 kg              |